# Josef Fischer (Politiker, 1903)
Josef Fischer (* 2. Dezember 1903 in Wien; † 12. Juli 1979 ebenda) war ein österreichischer Politiker.

## Leben
Josef Fischer genoss eine gutbürgerliche Ausbildung bei den Schulbrüdern und legte an der Handelsakademie die Matura ab. Danach war er ab 1919 einige Jahre im Bankensektor tätig, ehe er 1930 in der Führungsetage der in Niederösterreich ansässigen Semperit AG Beschäftigung fand. Im selben Jahr trat er über die Gewerkschaft auch der Sozialdemokratischen Arbeiterpartei (SDAP) bei.
Nach dem Krieg war Fischer maßgeblich am Aufbau der SPÖ im Wiener Gemeindebezirk Hietzing verantwortlich; er saß im Bezirksparteivorstand. 1954 wurde er zum Ersten Bezirksvorsteher-Stellvertreter unter dem ÖVP-Politiker Ernst Florian ernannt. Als es 1959 nach der Landtags- und Gemeinderatswahl der SPÖ gelang, die Mandatsmehrheit im Bezirk zu erlangen, wurde Fischer im selben Jahr zum Bezirksvorsteher gewählt. Doch bereits bei der darauf folgenden Gemeinderatswahl 1964 wurde er von Josef Gerstbach abgelöst, der als Spitzenkandidat der ÖVP die Mehrheit im Bezirk gewonnen hatte. Im selben Jahr zog Josef Fischer stattdessen als Abgeordneter der SPÖ in den Wiener Landtag und Gemeinderat ein, dem er eine Legislaturperiode, bis 1969, angehörte.